# Złote Lwy
Złote Lwy – główna nagroda na Festiwalu Polskich Filmów Fabularnych w Gdańsku, a od 1987 roku w Gdyni. Przyznawane są w konkursie głównym przez jury festiwalu dla najlepszego polskiego filmu od pierwszej edycji, czyli od 1974 roku.
W latach 1974–1978 nagroda nosiła nazwę Lwy Gdańskie, od 1979 do 1993 – Złote Lwy Gdańskie, a obecna obowiązuje od 1994 roku. Pierwszym autorem statuetki był artysta rzeźbiarz Piotr Solecki. Po jego śmierci jej adaptacji dokonał artysta rzeźbiarz Czesław Gajda. Statuetka jest wykonana z mosiądzu na drewnianej podstawie.
Filmy w reżyserii Agnieszki Holland czterokrotnie wygrywały rywalizację o nagrodę dla najlepszego filmu, co stanowi rekord w historii festiwalu. Krzysztof Kieślowski triumfował dwukrotnie, w 1979 i 1988 roku, jednak w 1988 nagrodzono ex aequo dwa jego różne filmy. Po dwa razy zwyciężali także Robert Gliński, Krzysztof Krauze, Kazimierz Kutz, Paweł Pawlikowski, Stanisław Różewicz, Andrzej Wajda i Krzysztof Zanussi.
Nagrodą dla zwycięzcy jest 50 tysięcy złotych. Nagrodę odbiera reżyser filmu.

## Laureaci nagrody

### 1974–1979
- 1974: Potop Jerzego Hoffmana
- 1975: nagroda ex aequo
 Noce i dnie Jerzego Antczaka
 Ziemia obiecana Andrzeja Wajdy
- 1976: nie przyznano
- 1977: Barwy ochronne Krzysztofa Zanussiego
- 1978: nagroda ex aequo
 Pasja Stanisława Różewicza
 Bez znieczulenia Andrzeja Wajdy
- 1979: Amator Krzysztofa Kieślowskiego

### 1980–1989
- 1980: Paciorki jednego różańca Kazimierza Kutza
- 1981: Gorączka Agnieszki Holland
- 1982: festiwal nie odbył się
- 1983: festiwal nie odbył się
- 1984: Austeria Jerzego Kawalerowicza
- 1985: Kobieta w kapeluszu Stanisława Różewicza
- 1986: Siekierezada Witolda Leszczyńskiego
- 1987: Matka Królów Janusza Zaorskiego
- 1988: nagroda ex aequo
 Krótki film o miłości Krzysztofa Kieślowskiego
 Krótki film o zabijaniu Krzysztofa Kieślowskiego
- 1989: nie przyznano nagród regulaminowych

### 1990–1999
- 1990: Ucieczka z kina „Wolność” Wojciecha Marczewskiego
- 1991: nie przyznano
- 1992: Wszystko co najważniejsze... Roberta Glińskiego
- 1993: nagroda ex aequo 
 Kolejność uczuć Radosława Piwowarskiego
 Przypadek Pekosińskiego Grzegorza Królikiewicza
- 1994: Zawrócony Kazimierza Kutza
- 1995: Girl Guide Juliusza Machulskiego
- 1996: nie przyznano
- 1997: Historie miłosne Jerzego Stuhra
- 1998: Historia kina w Popielawach Jana Jakuba Kolskiego
- 1999: Dług Krzysztofa Krauzego

### 2000–2009
- 2000: Życie jako śmiertelna choroba przenoszona drogą płciową Krzysztofa Zanussiego
- 2001: Cześć Tereska Roberta Glińskiego
- 2002: Dzień świra Marka Koterskiego
- 2003: Warszawa Dariusza Gajewskiego
- 2004: Pręgi Magdaleny Piekorz
- 2005: Komornik Feliksa Falka
- 2006: Plac Zbawiciela Joanny Kos-Krauze i Krzysztofa Krauzego
- 2007: Sztuczki Andrzeja Jakimowskiego
- 2008: Mała Moskwa Waldemara Krzystka
- 2009: Rewers Borysa Lankosza

### 2010–2019
- 2010: Różyczka Jana Kidawy-Błońskiego
- 2011: Essential Killing Jerzego Skolimowskiego
- 2012: W ciemności Agnieszki Holland
- 2013: Ida Pawła Pawlikowskiego
- 2014: Bogowie Łukasza Palkowskiego
- 2015: Body/ciało Małgorzaty Szumowskiej
- 2016: Ostatnia rodzina Jana Matuszyńskiego
- 2017: Cicha noc Piotra Domalewskiego
- 2018: Zimna wojna Pawła Pawlikowskiego
- 2019: Obywatel Jones Agnieszki Holland

### 2020–2029
- 2020: Zabij to i wyjedź z tego miasta Mariusza Wilczyńskiego
- 2021: Wszystkie nasze strachy Łukasza Rondudy i Łukasza Gutta
- 2022: Silent Twins Agnieszki Smoczyńskiej
- 2023: Kos Pawła Maślony
- 2024: Zielona granica Agnieszki Holland